# Rudolf Felzmann (Politiker)

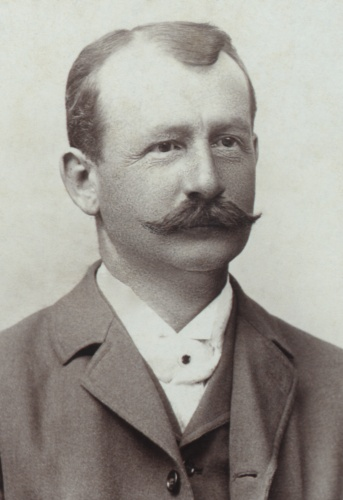
Rudolf Felzmann

Rudolf Felzmann (* 16. Februar 1866 in Herautz (Heroltice), Mähren; † 10. Mai 1937 in Hoflenz (Mlýnický Dvůr), Mähren) war ein mährisch-österreichischer Politiker der Deutschradikalen Partei.

## Ausbildung und Beruf
Nach dem Besuch der Volksschule ging er an ein Gymnasium und später an eine Hochschule für Bodenkultur. Danach wurde er Bauer.

## Politische Funktionen
- 1902–1913: Abgeordneter zum Mährischen Landtag
- 1911–1918: Abgeordneter des Abgeordnetenhauses im Reichsrat (XII. Legislaturperiode), Wahlbezirk Mähren (deutsch) 16, Deutscher Nationalverband (Deutschradikale Partei)
- Obmann des Bezirksverbandes des Bundes der Deutschen Nordmährens
- Gemeindevorsteher von Hoflenz

## Politische Mandate
- 21. Oktober 1918 bis 16. Februar 1919: Mitglied der Provisorischen Nationalversammlung, DnP